# Pouilly (Moselle)
Pouilly település Franciaországban, Moselle megyében. Lakosainak száma 927 fő (2022. január 1.). Pouilly Metz, Chesny, Cuvry, Fleury, Marly és Peltre községekkel határos.

## Népesség
A település népességének változása:
| Lakosok száma | 238  | 779  | 802  | 685  | 654  | 631  | 614  | 627  | 727  | 927  |
|               | 1968 | 1982 | 1990 | 2006 | 2013 | 2015 | 2017 | 2019 | 2020 | 2022 |